# Uyddym Raad
Uyddym Raad (amh. ወደም አራድ, znany też jako Uyddym Aryd, lub Uydma Aryd, zm. 1314) – cesarz Etiopii w latach 1299–1314. Pochodził z dynastii salomońskiej. Według brytyjskiego antropologa George’a Wynna Breretona Huntingforda osada Tegulet stała się pierwszą stolicą Etiopii i miało się to stać w czasie panowania Uyddyma Raada.

## Wojna z muzułmanami
W pierwszym roku rządów Uyddyma Raada, szejk Abu-Abdullah zgromadził dużą liczbę wojska i ogłosił dżihad przeciwko Etiopii. W odpowiedzi cesarz wysłał szpiegów do obozu Abu-Abdullaha, którzy przekonli większość zwolenników szejka do ucieczki. Bez wystarczającej liczby żołnierzy, Abu-Abdullah był zmuszony do zawarcia porozumienia z Uyddymem Raadem w zamian za dostarczenie „im [czyli muzułmanom] wszystkiego, czego będą potrzebować dopóty, dopóki nie będą usatysfakcjonowani”. Etiopski historyk Taddesse Tamrat wysunął hipotezę, że pod tym zdaniem kryło się pozwolenie na osiedlenie się muzułmanów na terenie cesarstwa. Według Tamrata na pograniczu prowincji Szeua znajduje się miejscowość znana jako „Abdalla”, która mogła być przez nich zasiedlona.

## Poselstwo wysłane do Europy
W 1306 Uyddym Raad wysłał trzydziestu posłów do Europy w poszukiwaniu „króla Hiszpanów”. Prawdopodobnie chodziło o Kastylię i Aragonię. Być może cesarz usłyszał o sukcesach Hiszpanów przeciwko państwu Al-Andalus na Półwyspie Iberyjskim i chciał zawrzeć z tamtejszymi chrześcijanami pakt obronny przeciwko muzułmanom, czyli ich wspólnemu wrogowi. Nie wiadomo czy poselstwo etiopskie osiągnęło swój cel, ale na pewno dotarło do Rzymu, a następnie do Awinionu. Opóźnieni w drodze powrotnej posłowie, spędzili czas w Genui, gdzie odbyli rozmowę z geografem Giovannim da Carignano. Relacja Carignano została umieszczona przez Jakuba Filipa Foresti da Bergamo w jego Supplementum Chronicarum. Jest to pierwszy tekst w historii, łączący legendarnego, chrześcijańskiego władcę Księdza Jana z Etiopią.